# Дом С. И. Елагина
Дом С. И. Елагина — особняк конца XIX века в Москве на Бульварном кольце (Страстной бульвар, дом 11). Имеет статус выявленного объекта культурного наследия.

## История
Дом потомственного почётного гражданина Сергея Ивановича Елагина был построен в 1898 году по проекту архитектора А. А. Драницына. В 1910 году со стороны двора была сделана пристройка по проекту архитектора О. О. Шишковского.
В 1920—1930-х годах в особняке располагалась редакция журнала «Огонёк». В то время здесь бывали Владимир Маяковский, Демьян Бедный, Ильф и Петров, Владимир Гиляровский. В саду особняка действовал летний ресторан «Жургаза», популярный у журналистов и писателей. Он стал одним из прообразов ресторана Грибоедова в романе Михаила Булгакова «Мастер и Маргарита». В память о главном редакторе журнала «Огонёк» М. Е. Кольцове на фасаде дома была установлена мемориальная доска.
В послевоенные годы в особняке разместился Свердловский райисполком, потом Институт истории партии при МК КПСС, затем областной комитет народного контроля.
В 2015 году появился проект «регенерации» дома С. И. Елагина. Он предусматривает строительство на месте сада пятиэтажного гостиничного комплекса с многоуровневой подземной парковкой и достройку особняка в псевдоисторическом стиле.

## Архитектура
Одноэтажный особняк с полуподвалом и антресолями (во дворе) построен в неогреческом стиле. Асимметричный фасад декорирован пальметтами и львиными масками. Частично сохранились интерьеры конца XIX — начала XX века.